# Paraíso escondido
Paraíso escondido (estrenada en anglès com Little Boy Blue and Pancho) és una pel·lícula mexicana dirigida el 1958 per Mauricio de la Serna i Raphael J. Sevilla. Fou estrenada el 1962 subtitulada en anglès i destinada al públic estatunidenc.

## Argument
La història del xicot "Noi blau", a l'estil de Tom Sawyer, que és segrestat per uns lladres a la selva del Yucatan amb el seu mico "Pancho".

## Repartiment
- María Elena Marqués... 	Mariana
- Jorge Martínez de Hoyos ... Don Lorenzo
- Luis Osorno Barona Jr. ... Noi Blau

## Recepció
Va formar part de la selecció oficial al Festival Internacional de Cinema de Sant Sebastià 1960.